# Bivacco

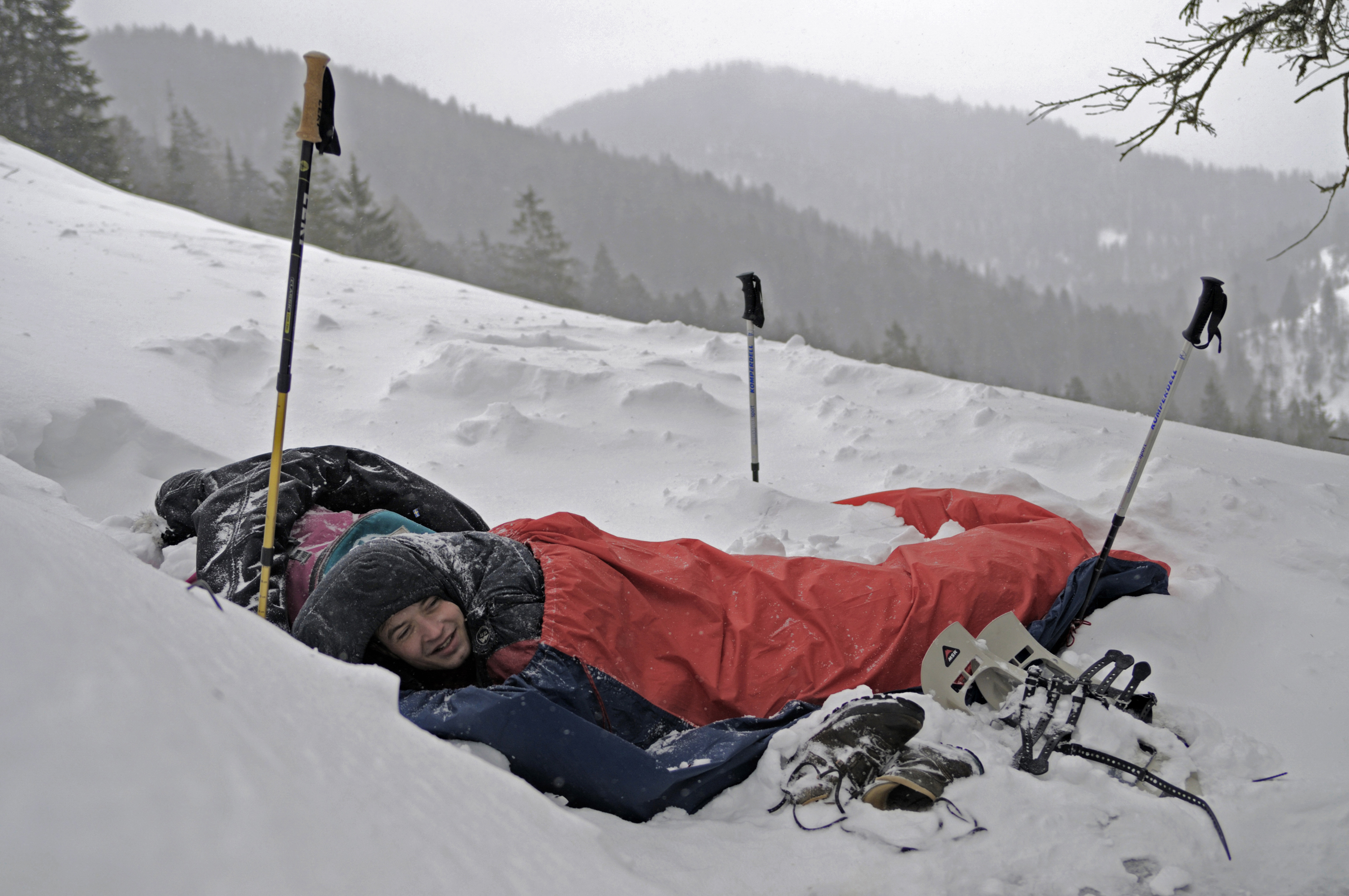
Bivacco in una buca nella neve

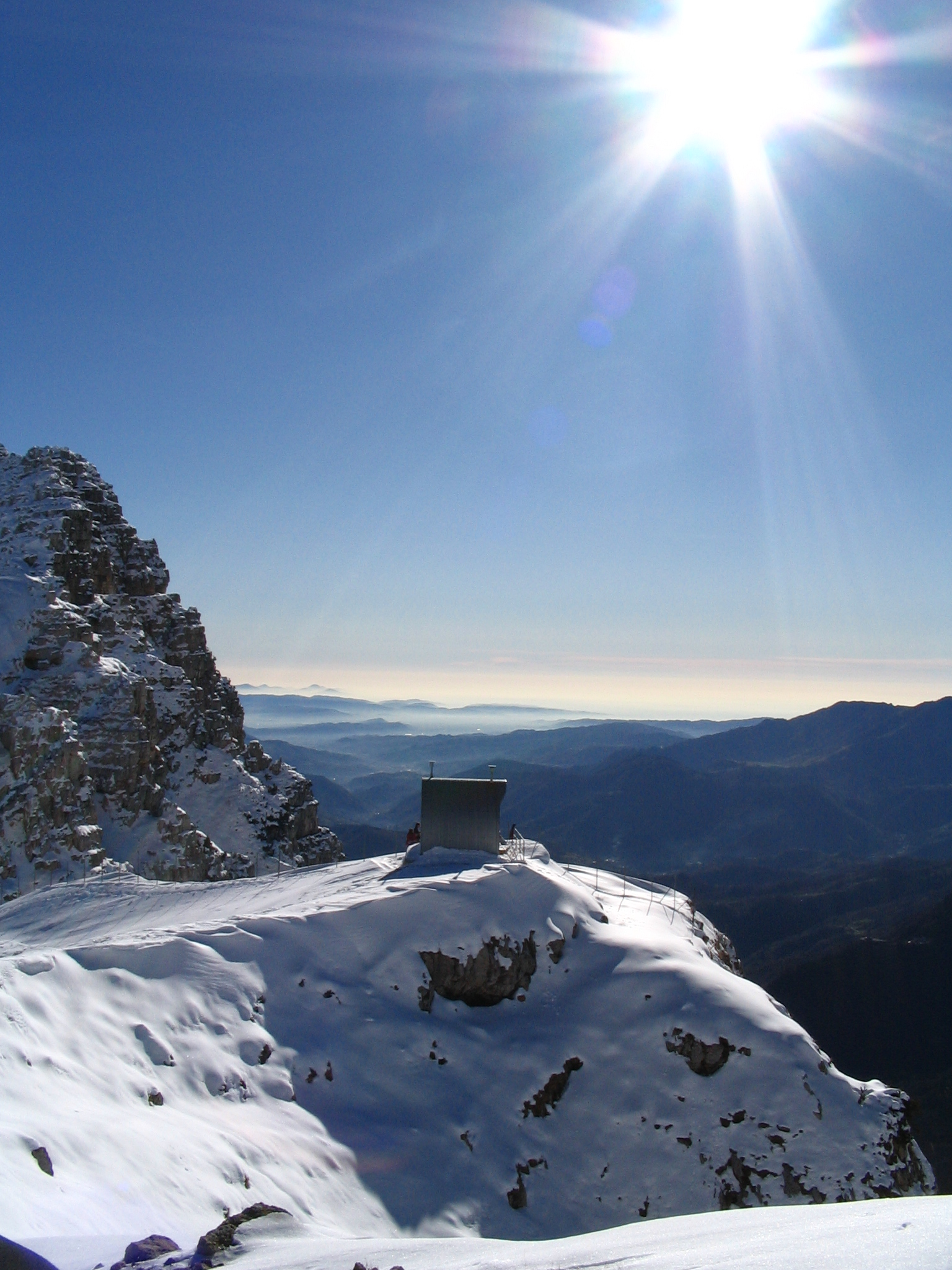
Bivacco Marzotto-Sacchi nelle Prealpi Venete

Il bivacco (anche denominato baito) è l'accampamento notturno all'aperto. Nelle Alpi con il termine "bivacco" ci si riferisce anche a una struttura incustodita a uso degli alpinisti per rifugio e pernottamento. Tipica delle società basate sul nomadismo e sulla pastorizia, la pratica del bivacco è stata utilizzata storicamente nelle campagne militari e nell'alpinismo.

## Etimologia
Il termine si fa derivare dal francese bivouac (forma antica = bivac) e questa probabilmente dal tedesco bei e Wache ("di guardia", "in allerta").

## Bivacco alpino

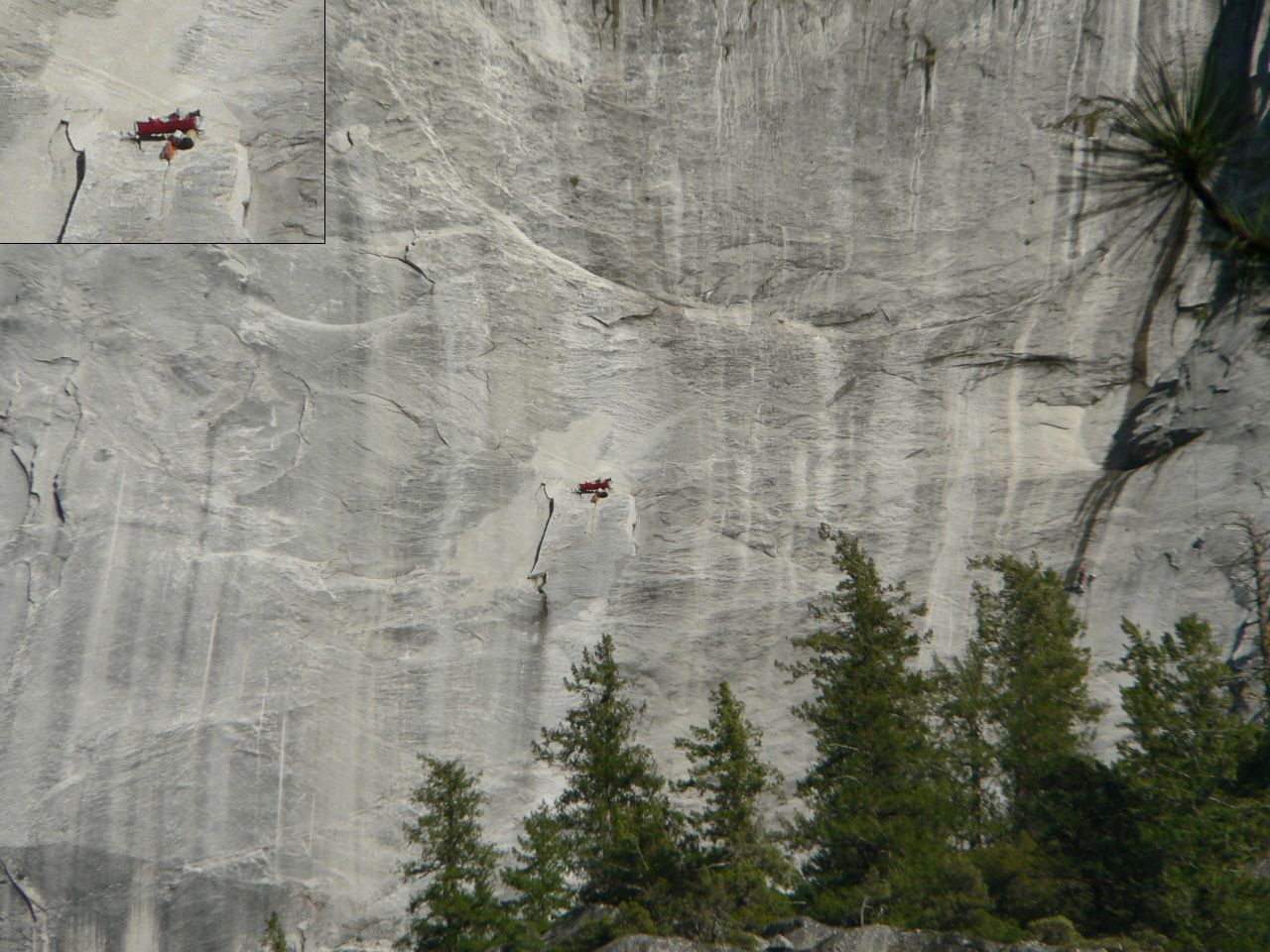
Un bivacco appeso ad una parete, nel parco nazionale di Yosemite

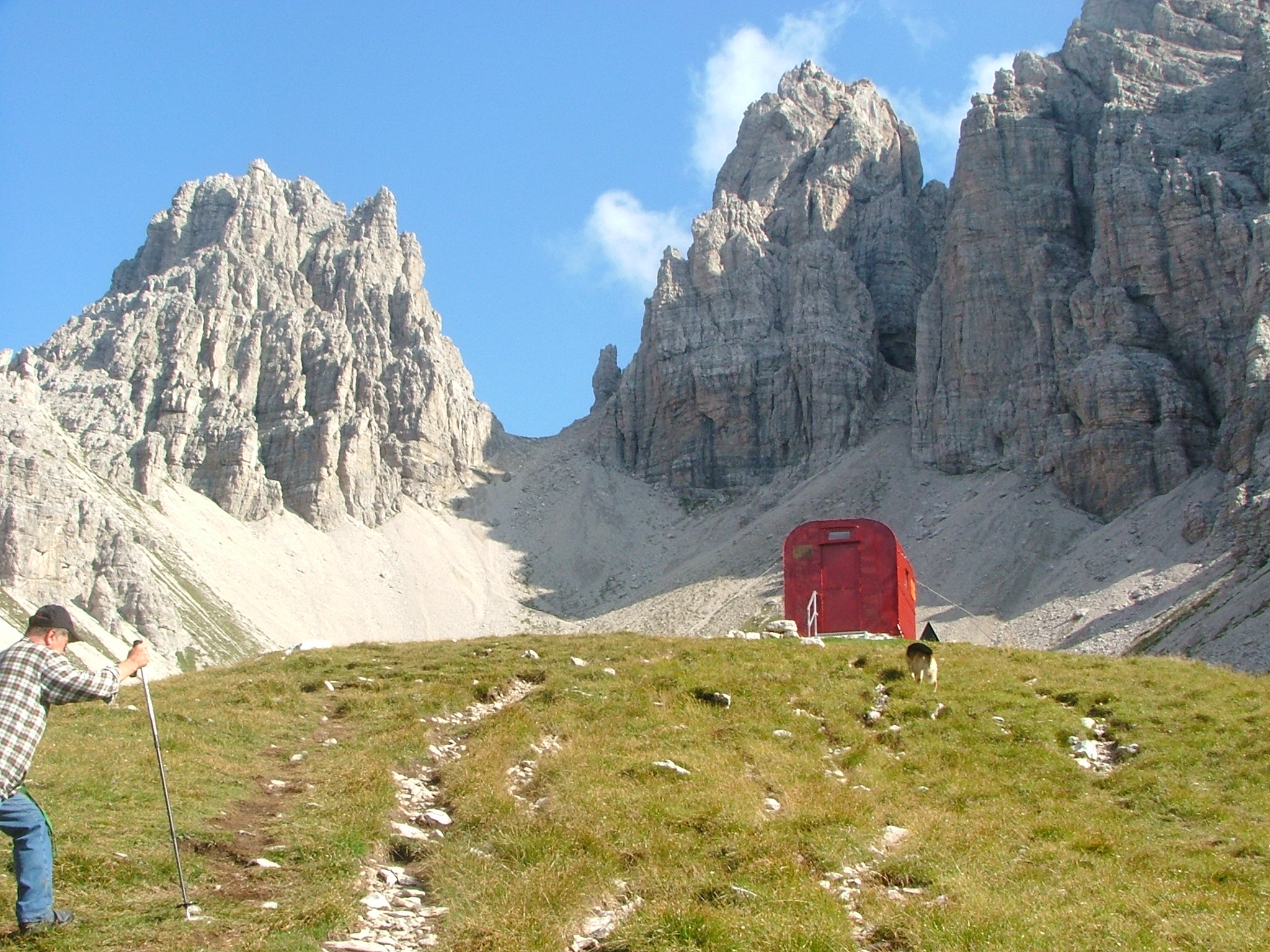
Il bivacco Giuliano Perugini - Dolomiti friulane

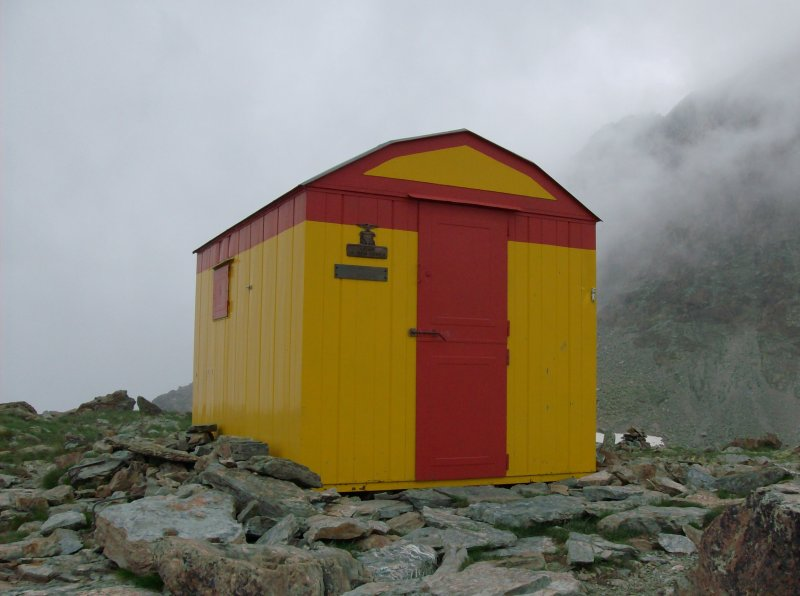
Il bivacco Bertoglio nelle Alpi Cozie

Nell'alpinismo il bivacco può avvenire lungo una parete che richiede più giorni di arrampicata per essere superata.
Il bivacco era una pratica comune nelle fasi iniziali della storia dell'alpinismo in quanto non erano disponibili infrastrutture, mezzi di trasporto e rifugi che agevolassero gli alpinisti nelle ascensioni. Uno o più pernottamenti in parete sono anche frequenti nel corso di prime ascensioni di estrema difficoltà. Per esempio la prima salita della parete nord della cima ovest delle Tre Cime di Lavaredo (Dolomiti), effettuata nel 1935, ha richiesto tre giorni di arrampicata, mentre la prima ascensione invernale del pilastro centrale del Freney (Monte Bianco) sei giorni di permanenza in quota.
In genere il bivacco si svolge in zone pianeggianti della parete (cenge), ove è possibile riposare abbastanza confortevolmente e cucinare qualche alimento caldo se l'ascensione dura molti giorni o si svolge nel periodo invernale. In presenza di pareti estremamente continue e verticali è possibile bivaccare appendendo alla parete delle amache, che permettono comunque di recuperare le forze anche se in condizioni di maggiore stress.

### Il bivacco nei parchi
Solitamente all'interno dei parchi naturali o comunque di aree protette è assolutamente vietato campeggiare con strutture mobili come tende, roulotte, camper, ma è comunque sempre consentito il cosiddetto "bivacco alpino", di cui non è quasi mai fornita una descrizione.
Solitamente si intende per "bivacco alpino" una sosta, anche con tenda, che però deve essere montata dopo il tramonto e smontata prima dell'alba.

### Il bivacco come struttura nelle Alpi
Un altro significato in uso della parola "bivacco", almeno nella parte italiana delle Alpi, identifica una struttura in legno, metallo o cemento, di piccole dimensioni (fino a una decina di posti letto) e incustodita, posta in luoghi particolarmente isolati per offrire un ricovero di fortuna.
Si differenzia dal rifugio alpino per le dimensioni molto più piccole, perché non offre servizi organizzati (pernottamento, pasto e riscaldamento) e per il fatto di essere sempre aperto. Solitamente i bivacchi sono forniti solo di brandine, a volte di stufa e di un tavolo. Per quanto riguarda la Svizzera italiana questo tipo di infrastrutture viene indicato col nome di rifugio.

## Bivacco militare

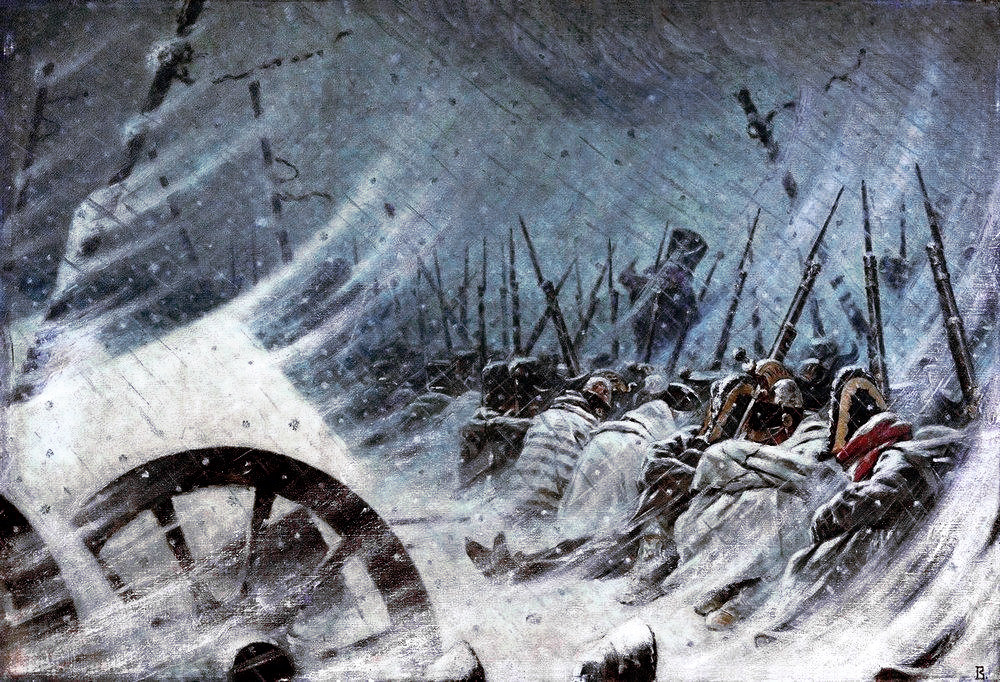
Bivacco notturno dell'esercito napoleonico durante la ritirata dalla Russia nel 1812

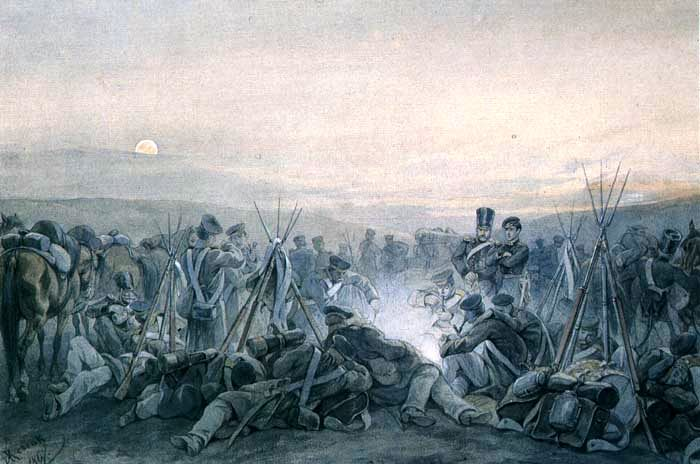
Bivacco dell'armata polacca nel 1831

Nel gergo militare il bivacco è l'accampamento notturno di truppe all'aperto, senza tende, con i soldati che dormono coperti dai loro soli vestiti e con le armi al fianco.

### Nell'antichità
Nelle guerre dell'antichità le truppe venivano riparate in tende che formavano vere e proprie città mobili. Le indagini archeologiche hanno rivelato molti particolari di questi tipi di accampamenti dell'esercito romano in luoghi come Vindolanda (Inghilterra) e Raedykes (Scozia).

### Medioevo
In epoca medievale castelli e abbazie erano aperti alle armate di feudatari e principi durante le loro marce. Le masse popolari che, incitate dall'entusiasmo religioso, accorsero alle Crociate in Medio Oriente, erano più una folla disordinata che un esercito e tutti, a parte i cavalieri più importanti e i principi con il loro immediato seguito, bivaccavano sul terreno come le selvagge tribù nomadi che erravano le pianure dell'Asia.

### Dopo il Medioevo
Con il ritorno delle guerre regolari riapparvero anche gli accampamenti di tende, comuni in Europa nel corso dei secoli XVII e XVIII. Ma nel corso delle gigantesche guerre napoleoniche si trovò che la rapidità dei movimenti fosse più importante della salute dei soldati e il lusso delle tende scomparve dai campi di battaglia europei, con qualche eccezione nel caso degli eserciti inglesi. Intere armate bivaccavano intorno ai fuochi o, quando la vicinanza del nemico lo rendeva necessario, perfino senza fuochi, dormendo sulla paglia o sulla nuda terra, con parte dei soldati che montava la guardia. Tra i bivacchi storici nessuno è stato più celebrato da poeti e pittori di quello della vigilia della battaglia di Austerlitz.